# Temporada 1994-95 de los New Jersey Nets
La temporada 1994-95 fue la decimonovena de los New Jersey Nets en la NBA, tras la fusión de la liga con la ABA, donde había jugado nueve temporadas, y la decimoséptima en su ubicación en Nueva Jersey. La temporada regular acabó con 30 victorias y 52 derrotas, ocupando el undécimo puesto de la conferencia Este, no logrando clasificarse para los playoffs.

## Elecciones en elDraft
| Ronda | Puesto | Jugador    | Posición | Nacionalidad | Universidad       |
| ----- | ------ | ---------- | -------- | ------------ | ----------------- |
| 1     | 14     | Yinka Dare | Pívot    | Nigeria      | George Washington |

## Temporada regular
| División Atlántico | División Atlántico | División Atlántico | División Atlántico | División Atlántico | División Atlántico | División Atlántico | División Atlántico | División Atlántico |
| Equipo             | G                  | P                  | %                  | PD                 | Casa               | Fuera              | Div                |                    |
| ------------------ | ------------------ | ------------------ | ------------------ | ------------------ | ------------------ | ------------------ | ------------------ | ------------------ |
| y-Orlando Magic    | 57                 | 25                 | .695               | —                  | 39–2               | 18–23              | 18–10              |                    |
| x-New York Knicks  | 55                 | 27                 | .671               | 2                  | 29–12              | 26–15              | 23–5               |                    |
| x-Boston Celtics   | 35                 | 47                 | .427               | 22                 | 20–21              | 15–26              | 14–14              |                    |
| Miami Heat         | 32                 | 50                 | .390               | 25                 | 22–19              | 10–31              | 9–19               |                    |
| New Jersey Nets    | 30                 | 52                 | .366               | 27                 | 20–21              | 10–31              | 13–15              |                    |
| Philadelphia 76ers | 24                 | 58                 | .293               | 33                 | 14–27              | 10–31              | 12–16              |                    |
| Washington Bullets | 21                 | 61                 | .256               | 36                 | 13–28              | 8–33               | 9–19               |                    |

## Estadísticas

### Temporada regular
| Rk | Jugador           | Edad | P  | PT | MP   | TC  | TCI  | %TC  | T3  | T3I | %T3  | TL  | TLI | %TL  | RO  | RD  | RT   | AS  | RB  | TAP | BP  | FP  | PTS  |
| -- | ----------------- | ---- | -- | -- | ---- | --- | ---- | ---- | --- | --- | ---- | --- | --- | ---- | --- | --- | ---- | --- | --- | --- | --- | --- | ---- |
| 1  | Derrick Coleman   | 27   | 56 | 54 | 37.6 | 6.6 | 15.6 | .424 | 0.5 | 2.1 | .233 | 6.7 | 8.8 | .767 | 3.0 | 7.6 | 10.6 | 3.3 | 0.6 | 1.7 | 3.1 | 2.9 | 20.5 |
| 2  | Kenny Anderson    | 24   | 72 | 70 | 37.3 | 5.7 | 14.3 | .399 | 1.3 | 4.1 | .330 | 4.8 | 5.8 | .841 | 1.0 | 2.5 | 3.5  | 9.4 | 1.4 | 0.2 | 3.1 | 2.6 | 17.6 |
| 3  | Kevin Edwards     | 29   | 14 | 14 | 33.3 | 4.9 | 11.0 | .448 | 1.3 | 3.2 | .400 | 2.9 | 3.0 | .952 | 0.7 | 1.9 | 2.6  | 1.9 | 1.4 | 0.4 | 2.5 | 3.0 | 14.0 |
| 4  | P.J. Brown        | 25   | 80 | 63 | 30.8 | 3.2 | 7.1  | .446 | 0.1 | 0.3 | .167 | 1.7 | 2.6 | .671 | 2.2 | 3.9 | 6.1  | 1.7 | 0.9 | 1.7 | 1.0 | 3.3 | 8.1  |
| 5  | Armen Gilliam     | 30   | 82 | 30 | 30.1 | 5.5 | 11.0 | .503 | 0.0 | 0.0 | .000 | 3.7 | 4.8 | .770 | 2.3 | 5.1 | 7.5  | 1.2 | 0.8 | 1.1 | 1.9 | 2.1 | 14.8 |
| 6  | Chris Morris      | 29   | 71 | 49 | 30.0 | 4.9 | 12.1 | .410 | 1.5 | 4.5 | .334 | 2.0 | 2.7 | .728 | 2.5 | 3.1 | 5.7  | 2.1 | 1.2 | 0.7 | 1.6 | 2.2 | 13.4 |
| 7  | Benoit Benjamin   | 30   | 61 | 57 | 26.2 | 4.4 | 8.7  | .510 | 0.0 | 0.0 |      | 2.2 | 2.9 | .760 | 1.5 | 5.7 | 7.2  | 0.6 | 0.4 | 1.0 | 2.0 | 2.5 | 11.1 |
| 8  | Chris Childs      | 27   | 53 | 11 | 19.3 | 2.0 | 5.3  | .380 | 0.8 | 2.4 | .328 | 1.0 | 1.4 | .753 | 0.3 | 1.0 | 1.3  | 4.1 | 0.8 | 0.1 | 1.4 | 2.2 | 5.8  |
| 9  | Rex Walters       | 24   | 80 | 30 | 17.9 | 2.6 | 5.9  | .439 | 0.9 | 2.5 | .362 | 0.5 | 0.7 | .769 | 0.2 | 0.9 | 1.2  | 1.5 | 0.5 | 0.2 | 0.9 | 1.7 | 6.5  |
| 10 | Sleepy Floyd      | 34   | 48 | 1  | 17.3 | 1.5 | 4.4  | .335 | 0.5 | 1.8 | .284 | 0.6 | 0.9 | .698 | 0.2 | 1.0 | 1.1  | 2.6 | 0.3 | 0.1 | 1.1 | 1.5 | 4.1  |
| 11 | Jayson Williams   | 26   | 75 | 6  | 13.1 | 2.0 | 4.3  | .461 | 0.0 | 0.1 | .000 | 0.9 | 1.6 | .533 | 2.4 | 3.3 | 5.7  | 0.5 | 0.3 | 0.4 | 0.8 | 2.1 | 4.8  |
| 12 | Sean Higgins      | 26   | 57 | 7  | 12.9 | 1.8 | 4.8  | .385 | 0.4 | 1.4 | .295 | 0.6 | 0.7 | .875 | 0.4 | 0.9 | 1.4  | 0.5 | 0.2 | 0.2 | 0.6 | 1.6 | 4.7  |
| 13 | Rick Mahorn       | 36   | 58 | 7  | 10.9 | 1.4 | 2.6  | .523 | 0.0 | 0.1 | .333 | 0.7 | 0.8 | .796 | 0.8 | 2.0 | 2.8  | 0.4 | 0.2 | 0.2 | 0.6 | 1.6 | 3.4  |
| 14 | Dwayne Schintzius | 26   | 43 | 11 | 7.4  | 1.0 | 2.5  | .380 | 0.0 | 0.0 |      | 0.1 | 0.3 | .545 | 0.7 | 1.2 | 1.9  | 0.3 | 0.1 | 0.4 | 0.4 | 1.0 | 2.0  |
| 15 | Yinka Dare        | 22   | 1  | 0  | 3.0  | 0.0 | 1.0  | .000 | 0.0 | 0.0 |      | 0.0 | 0.0 |      | 0.0 | 1.0 | 1.0  | 0.0 | 0.0 | 0.0 | 1.0 | 2.0 | 0.0  |